# فرودگاه منطقه‌ای جک بروکس
فرودگاه منطقه‌ای جک بروکس (به انگلیسی: Jack Brooks Regional Airport) یک فرودگاه همگانی با کد یاتا BPT است که یک باند فرود ۲۰۵۷ دارد و طول باند آن ۶۷۵۰ متر است. این فرودگاه در شهر نیدرلند، تگزاس کشور ایالات متحده آمریکا قرار دارد و در ارتفاع ۵ متری از سطح دریا واقع شده‌است.